# Équipe de France de football à la Coupe du monde 1958
Cet article relate le parcours de l'équipe de France de football lors de la Coupe du monde de football de 1958 organisée en Suède du 8 juin au 29 juin 1958.

## Préparation de l'événement

### Qualification
| Rang | Équipe   | Pts | J | G | N | P | Bp | Bc | Diff |  | Résultats (▼ dom., ► ext.) |     |     |     |
| ---- | -------- | --- | - | - | - | - | -- | -- | ---- |  | -------------------------- | --- | --- | --- |
| 1    | France   | 7   | 4 | 3 | 1 | 0 | 19 | 4  | +15  |  | France                     |     | 6-3 | 8-0 |
| 2    | Belgique | 5   | 4 | 2 | 1 | 1 | 16 | 11 | +5   |  | Belgique                   | 0-0 |     | 8-3 |
| 3    | Islande  | 0   | 4 | 0 | 0 | 4 | 6  | 26 | -20  |  | Islande                    | 1-5 | 2-5 |     |

| Match 1          | France                                 | 6 - 3   | Belgique                   |                                                                                     |                                                                                     |
| 11 novembre 1956 | Cisowski 13e 15e 44e 72e · Vincent 18e | (4 - 1) | Houf 16e · Willems 61e 67e | Stade olympique Yves-du-Manoir, Colombes Spectateurs : 46 049 Arbitrage : M. Clough | Stade olympique Yves-du-Manoir, Colombes Spectateurs : 46 049 Arbitrage : M. Clough |
| 11 novembre 1956 | Rapport                                |         |                            | Stade olympique Yves-du-Manoir, Colombes Spectateurs : 46 049 Arbitrage : M. Clough | Stade olympique Yves-du-Manoir, Colombes Spectateurs : 46 049 Arbitrage : M. Clough |

| Match 2     | France                                                                           | 8 - 0   | Islande |                                                                  |                                                                  |
| 2 juin 1957 | Oliver 6e 11e · Vincent 29e 83e · Dereuddre 36e · Piantoni 45e 81e · Brahimi 49e | (5 - 0) |         | Stade Malakoff, Nantes Spectateurs : 15 080 Arbitrage : M. Ellis | Stade Malakoff, Nantes Spectateurs : 15 080 Arbitrage : M. Ellis |
| 2 juin 1957 | Rapport                                                                          |         |         | Stade Malakoff, Nantes Spectateurs : 15 080 Arbitrage : M. Ellis | Stade Malakoff, Nantes Spectateurs : 15 080 Arbitrage : M. Ellis |

| Match 3            | Islande         | 1 - 5   | France                                            |                                                                         |                                                                         |
| 1er septembre 1957 | Th. Jónsson 64e | (0 - 2) | Cisowski 29e 32e · Ujlaki 48e 66e · Wisnieski 53e | Laugardalsvöllur, Reykjavik Spectateurs : 9 000 Arbitrage : M. Davidson | Laugardalsvöllur, Reykjavik Spectateurs : 9 000 Arbitrage : M. Davidson |
| 1er septembre 1957 | Rapport         |         |                                                   | Laugardalsvöllur, Reykjavik Spectateurs : 9 000 Arbitrage : M. Davidson | Laugardalsvöllur, Reykjavik Spectateurs : 9 000 Arbitrage : M. Davidson |

| Match 4         | Belgique | 0 - 0   | France |                                                                      |                                                                      |
| 27 octobre 1957 |          | (0 - 0) |        | Stade du Heysel, Bruxelles Spectateurs : 56 497 Arbitrage : M. Helge | Stade du Heysel, Bruxelles Spectateurs : 56 497 Arbitrage : M. Helge |
| 27 octobre 1957 | Rapport  |         |        | Stade du Heysel, Bruxelles Spectateurs : 56 497 Arbitrage : M. Helge | Stade du Heysel, Bruxelles Spectateurs : 56 497 Arbitrage : M. Helge |

### Préparation  et sélection
| Date          | Ville | Équipe 1 | Équipe 2             | Résultat |
| 16 avril 1958 | Paris | France   | Suisse               | 0 - 0    |
| 13 mai 1958   | Paris | France   | Sélection parisienne | 2 - 1    |

Le mardi 20 mai 1958 l'équipe de France arrive en Suède à l'Aéroport de Stockholm-Bromma. Raymond Kopa n'est pas du voyage car le Real Madrid dispute la finale de la Coupe des clubs champions européens 1957-1958 le 28 mai 1958. Kopa rejoindra les Bleus après la finale. L'équipe de France réside à l'hôtel Laxbrogarden à Kopparberg, une petite ville de 3 000 habitants.

## Joueurs et encadrement
| Numéro / Nom                                                                                    | Numéro / Nom        | Club                   | Date de naissance | J.              | Buts            | Rouge           | J/R             | Jaune           |
| Gardiens de but                                                                                 | Gardiens de but     | Gardiens de but        | Gardiens de but   | Gardiens de but | Gardiens de but | Gardiens de but | Gardiens de but | Gardiens de but |
| ----------------------------------------------------------------------------------------------- | ------------------- | ---------------------- | ----------------- | --------------- | --------------- | --------------- | --------------- | --------------- |
| 1                                                                                               | Claude Abbes        | AS Saint-Étienne       | 24.05.1927        | 4               | 0               | -               | -               | -               |
| 2                                                                                               | Dominique Colonna   | Stade de Reims         | 04.09.1928        | 0               | 0               | -               | -               | -               |
| 3                                                                                               | François Remetter   | Girondins de Bordeaux  | 08.08.1928        | 2               | 0               | -               | -               | -               |
| Défenseurs                                                                                      |                     |                        |                   |                 |                 |                 |                 |                 |
| 4                                                                                               | Raymond Kaelbel     | AS Monaco              | 31.05.1932        | 6               | 0               | -               | -               | -               |
| 5                                                                                               | André Lerond        | Olympique lyonnais     | 06.12.1930        | 6               | 0               | -               | -               | -               |
| 6                                                                                               | Roger Marche        | RC France              | 05.03.1924        | 1               | 0               | -               | -               | -               |
| 7                                                                                               | Robert Mouynet      | Olympique lyonnais     | 25.03.1930        | 0               | 0               | -               | -               | -               |
| Milieux de terrain                                                                              |                     |                        |                   |                 |                 |                 |                 |                 |
| 8                                                                                               | Bernard Chiarelli   | US Valenciennes        | 24.02.1934        | 0               | 0               | -               | -               | -               |
| 9                                                                                               | Casimir Hnatow      | SCO Angers             | 09.01.1929        | 0               | 0               | -               | -               | -               |
| 10                                                                                              | Robert Jonquet      | Stade de Reims         | 03.05.1925        | 5               | 0               | -               | -               | -               |
| 11                                                                                              | Maurice Lafont      | Nîmes Olympique        | 13.09.1927        | 1               | 0               | -               | -               | -               |
| 12                                                                                              | Jean-Jacques Marcel | Olympique de Marseille | 13.06.1931        | 5               | 0               | -               | -               | -               |
| 13                                                                                              | Armand Penverne     | Stade de Reims         | 26.11.1926        | 6               | 0               | -               | -               | -               |
| Attaquants                                                                                      |                     |                        |                   |                 |                 |                 |                 |                 |
| 14                                                                                              | Raymond Bellot      | AS Monaco              | 09.06.1929        | 0               | 0               | -               | -               | -               |
| 15                                                                                              | Stéphane Bruey      | SCO Angers             | 01.12.1932        | 0               | 0               | -               | -               | -               |
| 16                                                                                              | Yvon Douis          | Lille OSC              | 16.05.1935        | 1               | 1               | -               | -               | -               |
| 17                                                                                              | Just Fontaine       | Stade de Reims         | 18.08.1933        | 6               | 13              | -               | -               | -               |
| 18                                                                                              | Raymond Kopa        | Real Madrid            | 13.10.1931        | 6               | 3               | -               | -               | -               |
| 19                                                                                              | Célestin Oliver     | CS Sedan-Ardennes      | 12.07.1930        | 0               | 0               | -               | -               | -               |
| 20                                                                                              | Roger Piantoni      | Stade de Reims         | 26.12.1931        | 5               | 3               | -               | -               | -               |
| 21                                                                                              | Jean Vincent        | Stade de Reims         | 29.11.1930        | 6               | 1               | -               | -               | -               |
| 22                                                                                              | Maryan Wisnieski    | RC Lens                | 01.02.1937        | 6               | 2               | -               | -               | -               |
| Sélectionneur                                                                                   |                     |                        |                   |                 |                 |                 |                 |                 |
|                                                                                                 | Paul Nicolas        |                        | 04.11.1899        |                 |                 |                 |                 |                 |
| Entraîneur                                                                                      |                     |                        |                   |                 |                 |                 |                 |                 |
|                                                                                                 | Albert Batteux      |                        | 02.07.1919        |                 |                 |                 |                 |                 |
| Entraîneur adjoint                                                                              |                     |                        |                   |                 |                 |                 |                 |                 |
|                                                                                                 | Jean Snella         |                        | 09.12.1914        |                 |                 |                 |                 |                 |
| Blessé Joueur initialement annoncé dans l'équipe nationale pour la coupe du monde mais remplacé |                     |                        |                   |                 |                 |                 |                 |                 |
| A                                                                                               | René Bliard         | Stade de Reims         | 18.10.1932        |                 |                 |                 |                 |                 |

## Compétition

### Premier tour
- La France est placée dans le groupe 2 en compagnie de l'Écosse, de la Yougoslavie et du Paraguay.

| Date         | Équipe 1    | Équipe 2 | Résultat | Buteurs |
| 8 juin 1958  | France      | Paraguay | 7 - 3    | Fontaine 25e, 30e et 66e, Piantoni 31e, Wisnieski 62e, Kopa 70e, Vincent 84e ; Amarilla 21e et 42e (pen), Romero 50e |
| 11 juin 1958 | Yougoslavie | France   | 3 - 2    | Petaković 16e, Veselinović 65e et 87e ; Fontaine 5e et 85e                                                           |
| 15 juin 1958 | France      | Écosse   | 2 - 1    | Kopa 22e, Fontaine 45e ; Baird 66e                                                                                   |

#### Match 1: France - Paraguay
| Sélectionneur : |
| Albert Batteux  |

| Sélectionneur :  |
| Aurelio González |

| Sélectionneur : |
| Albert Batteux  |

| Sélectionneur :  |
| Aurelio González |

#### Match 2: Yougoslavie - France
| Sélectionneur :     |
| Aleksandar Tirnanić |

| Sélectionneur : |
| Albert Batteux  |

| Sélectionneur :     |
| Aleksandar Tirnanić |

| Sélectionneur : |
| Albert Batteux  |

#### Match 3: France - Écosse
| Sélectionneur : |
| Albert Batteux  |

| Sélectionneur : |
| Dawson Walker   |

| Sélectionneur : |
| Albert Batteux  |

| Sélectionneur : |
| Dawson Walker   |

#### Classement
| Place | Équipe      | Pts | J | G | N | P | Buts + | Buts - | Diff. |
| 1er   | France      | 4   | 3 | 2 | 0 | 1 | 11     | 7      | +4    |
| 2e    | Yougoslavie | 4   | 3 | 1 | 2 | 0 | 7      | 6      | +1    |
| 3e    | Paraguay    | 3   | 3 | 1 | 1 | 1 | 9      | 12     | -3    |
| 4e    | Écosse      | 1   | 3 | 0 | 1 | 2 | 4      | 6      | -2    |

### Quart de finale

#### France - Irlande du Nord
| Equipes         | France - Irlande du Nord |
| Score           | 4 - 0 (1 - 0) |
| Date            | 19 juin 1958 |
| Stade           | Idrottsparken, Norrköping 11 800 spectateurs |
| Arbitre         | Juan Gardeazábal Garay (Espagne) |
| Buts            | Wisnieski 43e, Fontaine 55e et 63e, Piantoni 70e |
| France          | Claude Abbes - Raymond Kaelbel, André Lerond, Armand Penverne - Robert Jonquet, Jean-Jacques Marcel - Maryan Wisnieski, Raymond Kopa, Just Fontaine, Roger Piantoni, Jean Vincent Entraîneur : Albert Batteux. |
| Irlande du Nord | Harry Gregg - Dick Keith, Alf McMichael, Danny Blanchflower - Willie Cunningham, Wilbur Cush - Billy Bingham, Thomas Casey, Jackie Scott, Jimmy McIlroy, Peter McParland Entraîneur : Peter Doherty.           |

### Demi-finale

#### France - Brésil
| Sélectionneur : |
| Vicente Feola   |

| Sélectionneur : |
| Albert Batteux  |

| Sélectionneur : |
| Vicente Feola   |

| Sélectionneur : |
| Albert Batteux  |

### Petite finale

#### France - Allemagne de l'Ouest

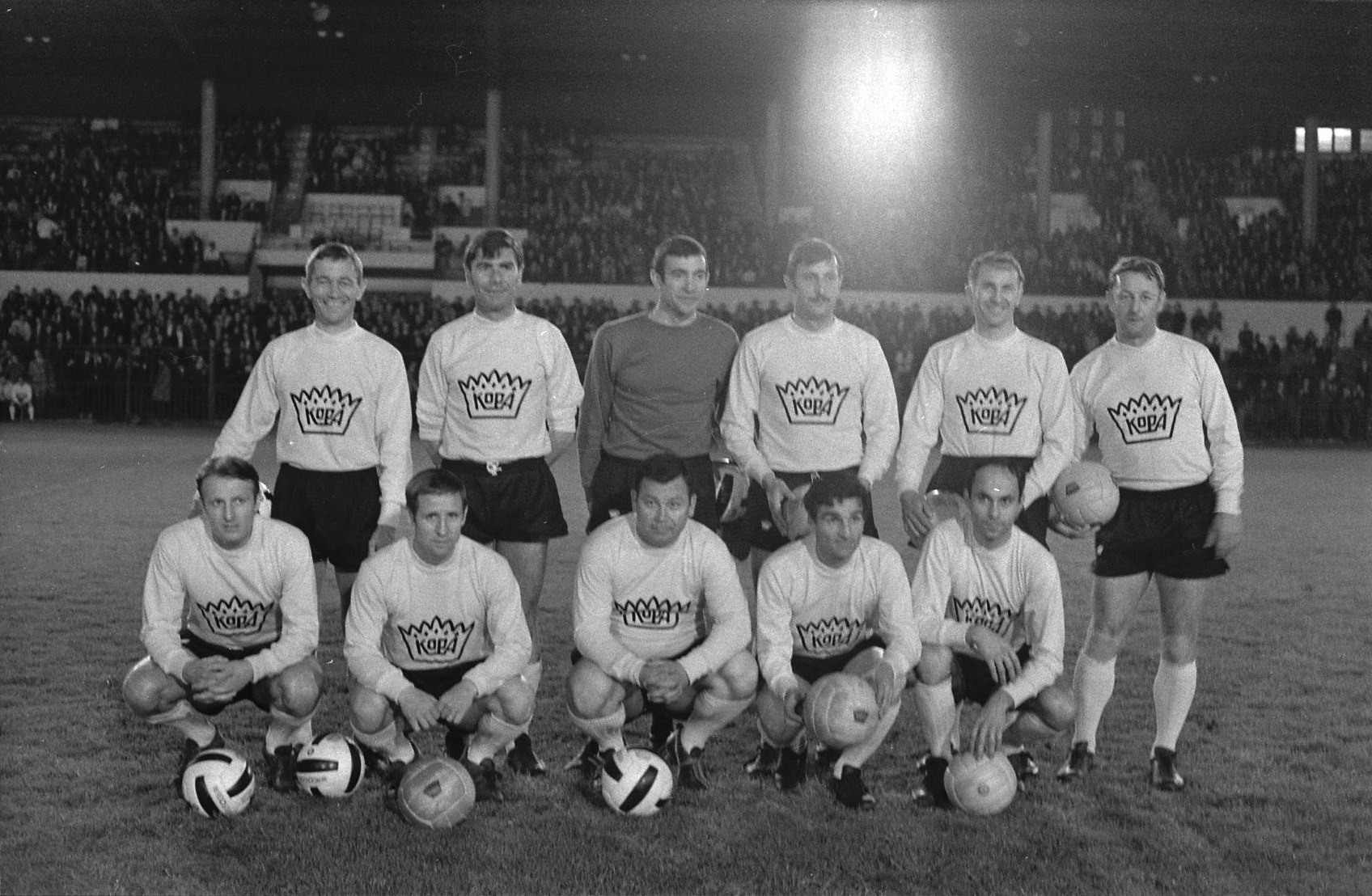
L'équipe de France de football 1958 en CM (mai 1969).

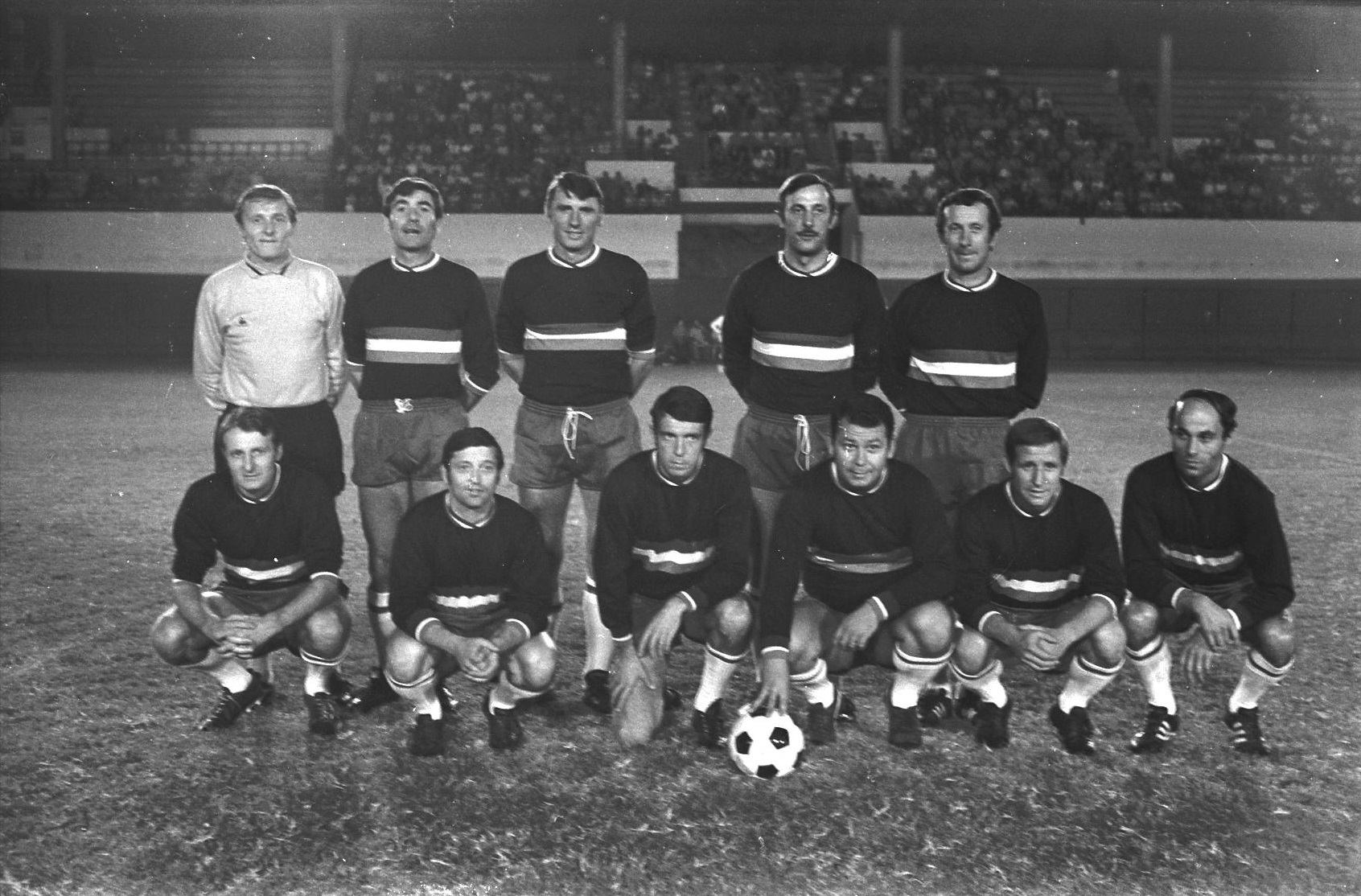
L'équipe de France de football 1958 en CM (septembre 1970).

| Equipes              | France - Allemagne de l'Ouest |
| Score                | 6 - 3 (3 - 1) |
| Date                 | 28 juin 1958 |
| Stade                | Ullevi, Göteborg 32 483 spectateurs |
| Arbitre              | Juan Regis Brozzi (Argentine) |
| Buts                 | Fontaine 16e, 36e, 78e et 89e, Kopa 27e (pen), Douis 50e ; Cieslarczyk 18e, Rahn 52e, Schäfer 84e. |
| France               | Claude Abbes - Raymond Kaelbel, André Lerond, Armand Penverne, Maurice Lafont - Jean-Jacques Marcel, Raymond Kopa - Maryan Wisnieski, Yvon Douis, Just Fontaine, Jean Vincent Entraîneur : Albert Batteux.              |
| Allemagne de l'Ouest | Heinz Kwiatkowski - Georg Stollenwerk, Herbert Erhardt, Karl-Heinz Schnellinger - Heinz Wewers, Horst Szymaniak - Helmut Rahn, Hans Sturm, Alfred Kelbassa, Hans Schäfer, Hans Cieslarczyk Entraîneur : Sepp Herberger. |

### Statistiques
| Gardiens            |    |    |    |    |    |    |     |   |    |
| Claude Abbes        |    |    | 90 | 90 | 90 | 90 | 360 | 4 |    |
| Dominique Colonna   |    |    |    |    |    |    |     |   |    |
| François Remetter   | 90 | 90 |    |    |    |    | 180 | 2 |    |
| Défenseurs          |    |    |    |    |    |    |     |   |    |
| Raymond Kaelbel     | 90 | 90 | 90 | 90 | 90 | 90 | 540 | 6 |    |
| André Lerond        | 90 | 90 | 90 | 90 | 90 | 90 | 540 | 6 |    |
| Roger Marche        |    | 90 |    |    |    |    | 90  | 1 |    |
| Robert Mouynet      |    |    |    |    |    |    |     |   |    |
| Milieux             |    |    |    |    |    |    |     |   |    |
| Bernard Chiarelli   |    |    |    |    |    |    |     |   |    |
| Casimir Hnatow      |    |    |    |    |    |    |     |   |    |
| Robert Jonquet      | 90 | 90 | 90 | 90 | 90 |    | 450 | 5 |    |
| Maurice Lafont      |    |    |    |    |    | 90 | 90  | 1 |    |
| Jean-Jacques Marcel | 90 |    | 90 | 90 | 90 | 90 | 450 | 5 |    |
| Armand Penverne     | 90 | 90 | 90 | 90 | 90 | 90 | 540 | 6 |    |
| Attaquants          |    |    |    |    |    |    |     |   |    |
| Raymond Bellot      |    |    |    |    |    |    |     |   |    |
| Stéphane Bruey      |    |    |    |    |    |    |     |   |    |
| Yvon Douis          |    |    |    |    |    | 90 | 90  | 1 | 1  |
| Just Fontaine       | 90 | 90 | 90 | 90 | 90 | 90 | 540 | 6 | 13 |
| Raymond Kopa        | 90 | 90 | 90 | 90 | 90 | 90 | 540 | 6 | 3  |
| Célestin Oliver     |    |    |    |    |    |    |     |   |    |
| Roger Piantoni      | 90 | 90 | 90 | 90 | 90 |    | 450 | 5 | 3  |
| Jean Vincent        | 90 | 90 | 90 | 90 | 90 | 90 | 540 | 6 | 1  |
| Maryan Wisnieski    | 90 | 90 | 90 | 90 | 90 | 90 | 540 | 6 | 2  |